# Pier Paolo Piciarelli
Pier Paolo Piciarelli (Roma, 1978) è uno sceneggiatore italiano.

## Filmografia

### Cinema
- 4-4-2 - Il gioco più bello del mondo, registi vari (2006) – segmento Balandòr
- Ma che ci faccio qui!, regia di Francesco Amato (2006)
- Last Minute Marocco, regia di Francesco Falaschi (2007)
- Chi nasce tondo..., regia di Alessandro Valori (2008)
- Balla con noi, regia di Cinzia Bomoll (2011)
- Padroni di casa, regia di Edoardo Gabbriellini (2012)
- Zoran - Il mio nipote scemo, regia di Matteo Oleotto (2014)

### Televisione
- Piper, regia di Francesco e Stefano Vicario – miniserie TV, episodio 5 (2009)
- Imma Tataranni - Sostituto procuratore, regia di Francesco Amato – serie TV (dal 2019)
- La voce che hai dentro, regia di Eros Puglielli – serie TV (2023)
- I fratelli Corsaro, regia di Francesco Miccichè – serie TV (2024)
- Kostas, regia di Milena Cocozza – serie TV (2024)
- Vincenzo Malinconico, avvocato d'insuccesso 2, regia di Luca Miniero – serie TV (2024)

### Cortometraggi
- Il rigore più lungo del mondo, regia di Christian Filippella (2004)
- Au Pair, regia di Giulio La Monica (2009)
- Il cinema lo faccio io, regia di Alessandro Valori (2012)
- Babylon Fast Food, regia di Alessandro Valori (2012)
- Almost Heroes, regia di Giovanni Piperno (2015)
- Viale Giorgio Morandi, regia di Giovanni Piperno (2017)
- Blue Kids, regia di Andrea Tagliaferri (2017)
- Indovina chi ti porto per cena, regia di Amin Nour (2018)
- La notte di Cesare, regia di Sergio Scavio (2018)
- Lamiya, regia di Giovanni Piperno (2019)
- Voci a domicilio, regia di Giovanni Piperno (2019)
- My Sister, regia di Saverio Cappiello (2019)
- Come si scrive ti amo in coreano, regia di Giovanni Piperno (2019)
- Marina, Marina!, regia di Sergio Scavio (2019)

### Documentari
- Un giorno a Roma, registi vari (2002)

## Riconoscimenti
- 2014 – Globo d'oro[1]
  - Candidatura al Globo d'oro alla miglior sceneggiatura per Zoran - Il mio nipote scemo
- 2014 – Nastri d'argento[2]
  - Candidatura al Nastro d'argento al migliore soggetto per Zoran - Il mio nipote scemo